# Comments on Inorganic Chemistry
Comments on Inorganic Chemistry (abrégé en Comments Inorg. Chem.) est une revue scientifique mensuelle à comité de lecture qui publie des articles concernant la chimie inorganique.
D'après le Journal Citation Reports, le facteur d'impact de ce journal était de 1,0 en 2014. L'actuel directeur de publication est John P. Fackler Jr.